# 655
655 (DCLV) var ett normalår som började en torsdag i den julianska kalendern.

## Händelser

### Okänt datum
- Penda av Mercia besegras vid Winwed. Den anglosaxiska hedendomen går under.
- Kamelslaget

## Födda
- Johannes VI, påve 701–705
- Childerik II, frankisk kung av Austrasien 662–675 samt av Neustrien och Burgund 673–675 (född omkring detta år eller 653)

## Avlidna
- 16 september – Martin I, påve 649–653
- Penda, kung av Mercia, störtad och dödad av Oswiu (detta eller föregående år)
- Wang (Gaozong), kejsarinna av Kina.